# Vicedomino Vicedomini
Vicedomino Vicedomini, o de' Vicedomini o de Vicedominis (Piacenza, 1210/1215 – Viterbo, 6 settembre 1276), è stato un cardinale italiano, investito tale da papa Gregorio X, appartenente all'Ordine Francescano.

## Biografia
Nacque a Piacenza tra il 1210 ed il 1215 da nobile famiglia; era imparentato, essendone il nipote o forse il cugino da parte di madre, con Tedaldo Visconti, il futuro papa Gregorio X. Ben poco si conosce della sua giovinezza: si sa soltanto che si sposò relativamente giovane, ebbe due figli ed era un giurista ed avvocato. Rimasto presto vedovo, decise di intraprendere la carriera ecclesiastica intorno al 1240 e si recò in Francia, forse su consiglio del suo illustre parente che, in quegli anni, si trovava in quella nazione al seguito del cardinale Giacomo Pecorara. Così, nel 1241 lo troviamo come canonico del capitolo della cattedrale di Clermont-Ferrand e, qualche anno più tardi, con lo stesso incarico ma nella ben più prestigiosa cattedrale dell'arcidiocesi di Narbonne.
Nel 1251 prese parte, insieme a Guy Foucois, il futuro papa Clemente IV, ad un'ambasceria presso la corte di Carlo d'Angiò in Provenza e successivamente accompagnò il sovrano in Italia. In quel periodo Vicedomino prese gli Ordini, divenendo prima diacono poi sacerdote, ed entrò anche nell'Ordine Francescano, ma di questi pur importanti momenti della sua vita religiosa non sono note le date. Il 22 luglio 1257 fu eletto arcivescovo di Aix-en-Provence, sede ove rimase per sedici anni; nel 1265-1266 Clemente IV lo inviò prima in Sicilia e quindi a Napoli con Carlo d'Angiò, in una missione che gli procurò unanimi elogi per la sua serietà ed onestà; da notare il rapporto di amicizia che si instaurò con Clemente IV molto prima che quest'ultimo divenisse papa: d'altronde il Foucois non poteva non stimare questo mite e rigoroso frate francescano che, come lui, era vedovo ed aveva figli e, sempre come lui, era stato un avvocato.
Nel 1272 lo zio, papa Gregorio X, lo inviò come legato papale in importanti missioni in Lombardia, in Romagna ed in Veneto. Nel concistoro del 3 giugno 1273 Gregorio lo creò Cardinale vescovo con titolo di Palestrina; essendo un uomo umile e modesto, si dice che avesse chiesto al papa di indossare solo il cappello cardinalizio, mantenendo per abito il saio. Partecipò attivamente al secondo Concilio di Lione. Nel 1275 ricevette il titolo di San Marcello in commendam e nello stesso anno divenne Decano del Sacro Collegio.
Dopo la morte di Gregorio X prese parte sia al conclave aretino che elesse Innocenzo V (gennaio 1276) che al conclave romano del luglio 1276, al termine del quale fu eletto papa Adriano V e successivamente, alla morte di quest'ultimo, al conclave che iniziò a Viterbo il 19 agosto dello stesso 1276. Durante questo conclave, Vicedomino morì improvvisamente, il 6 settembre 1276. I suoi resti mortali, vestiti del saio francescano, furono posti in un semplice sarcofago in peperino nella viterbese Basilica di San Francesco alla Rocca. La tomba del Vicedomini subì nei secoli successivi varie modifiche ed ampliamenti, ma a causa del bombardamento alleato del 17 gennaio 1944 che danneggiò gravemente la Basilica, ne rimane oggi soltanto la statua sepolcrale originale in peperino.

## Il «Papa di un solo giorno»

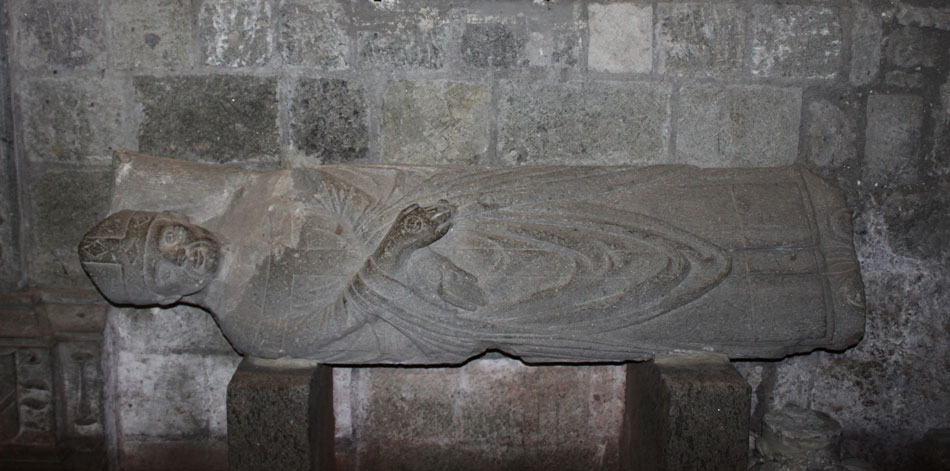
La statua sepolcrale del card. Vicedomini (unico reperto rimanente della tomba)

Il cardinale Vicedomini è molto conosciuto dagli esperti di Storia della Chiesa anche per l'ipotesi che si è formulata, e che taluni continuano a formulare, che egli sia stato eletto papa ma che sia morto dopo poche ore. Secondo i propugnatori di questa ipotesi - che di fatto ha sempre diviso gli storici - Vicedomini sarebbe stato eletto papa nel pomeriggio del 5 settembre 1276, quando era già febbricitante da diversi giorni; egli avrebbe accettato, comunicando che avrebbe scelto, come nome pontificale, "Gregorio XI" in onore del suo illustre zio, ma sarebbe morto nelle prime ore del mattino successivo, senza che la sua elezione potesse essere in alcun modo formalizzata.
Secondo un'altra teoria egli, dopo l'elezione, si sarebbe riservato di accettare, sia per le sue condizioni di salute sia perché non si considerava degno del mandato, ed avrebbe chiesto un giorno di tempo, dicendo peraltro che, in caso di accettazione, avrebbe preso il nome di "Gregorio XI"; il giorno dopo sarebbe morto, prima ancora di sciogliere la riserva. In realtà occorre dire come questa ipotesi non abbia mai trovato conferme nei documenti ufficiali della Santa Sede che non citano in alcun modo tale episodio.. Per maggiore obiettività storica, è peraltro necessario precisare meglio le diverse posizioni, come già fece, con molta accuratezza, il Moroni nella sua monumentale opera di metà '800.

### I favorevoli e le loro ragioni

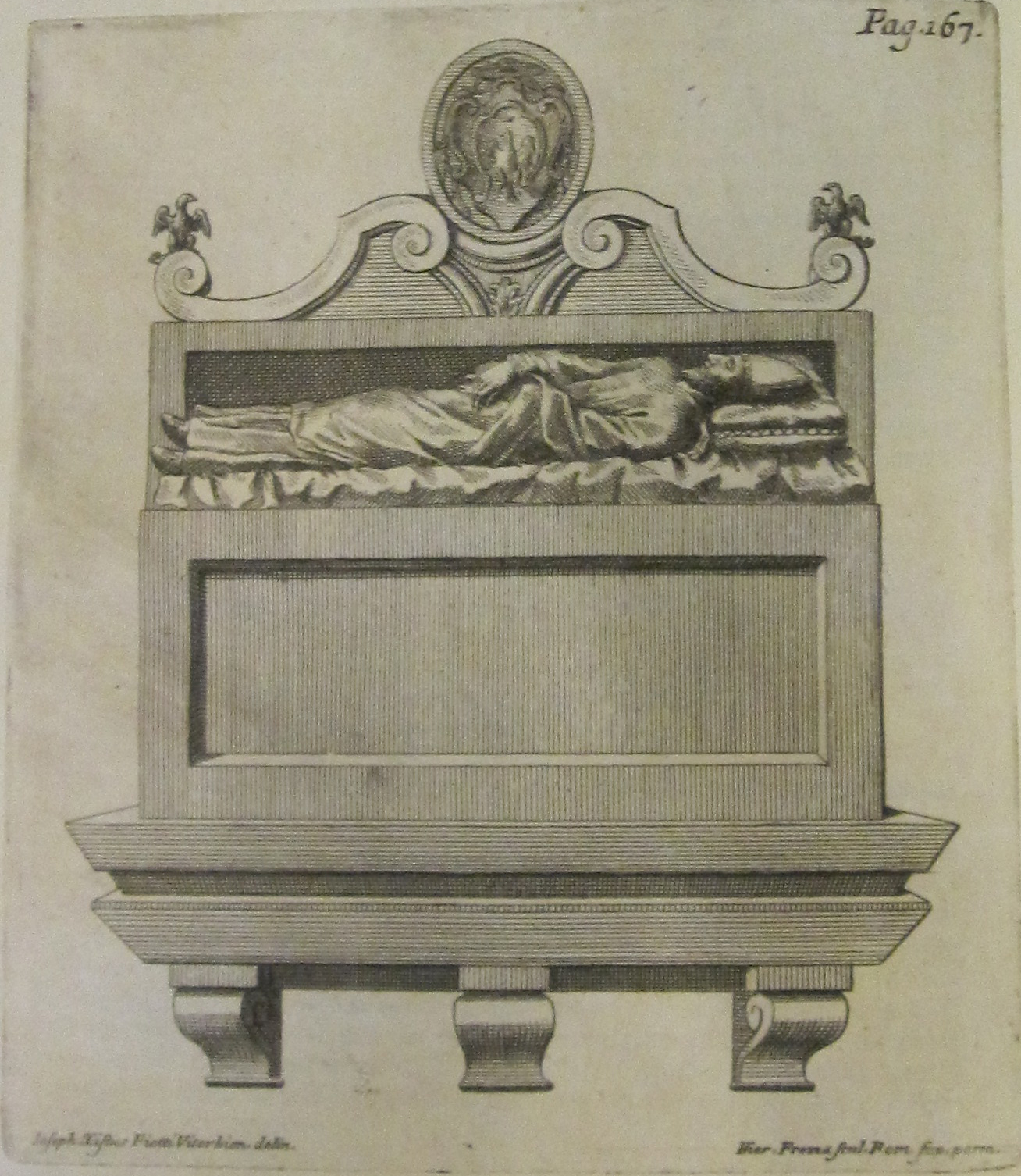
Tomba del card.Vicedomini nel XIV sec. (da Bussi)

Uno dei primissimi storici a parlare dell'elezione a papa del Vicedomini è, nel '600, il piacentino Pietro Maria Campi, che cita il fatto con una certa dovizia di particolari facendo riferimento a una fonte antica, peraltro non citata; Alfonso Chacón riporta la notizia nel suo celebre lavoro, pubblicato in Vaticano nel 1677. Anche il Ceccaroni riferisce l'episodio nella sua Enciclopedia, inserendo addirittura due voci intitolate Gregorio XI; da notare che il lavoro del Ceccaroni, datato 1898, è munito di imprimatur della curia vescovile di Milano. Risulta di grande interesse registrare, su questa vicenda, i diversi atteggiamenti degli storici viterbesi, sia perché quel conclave si svolse a Viterbo, sia perché in quella città morì e fu sepolto il Vicedomini: risulta favorevole il Bussi, come pure lo Scriattoli, che cita il Ceccaroni e riproduce in litografia un'immagine del sepolcro ottocentesco del cardinale, con un epitaffio in latino ben visibile che reca la significativa frase 'una petri solium lux feretrumque dedit' (lo stesso giorno gli diede il Soglio di Pietro e il feretro); ancora più favorevole il Faperdue, nel 2004, che anzi ritiene quasi certo, non si capisce in base a quali fonti, l'avvelenamento del cardinale piacentino nella notte tra il 5 e il 6 settembre 1276. Ben altro spessore ha la citazione del Burkle-Young nel suo celebre Passing the keys del 1999, nel quale l'autore ritiene molto verosimile l'elezione e successiva morte dopo poche ore del porporato francescano. Molti altri siti internet considerano la notizia attendibile (Paternoster, Rossetti, Raimondo ecc.).

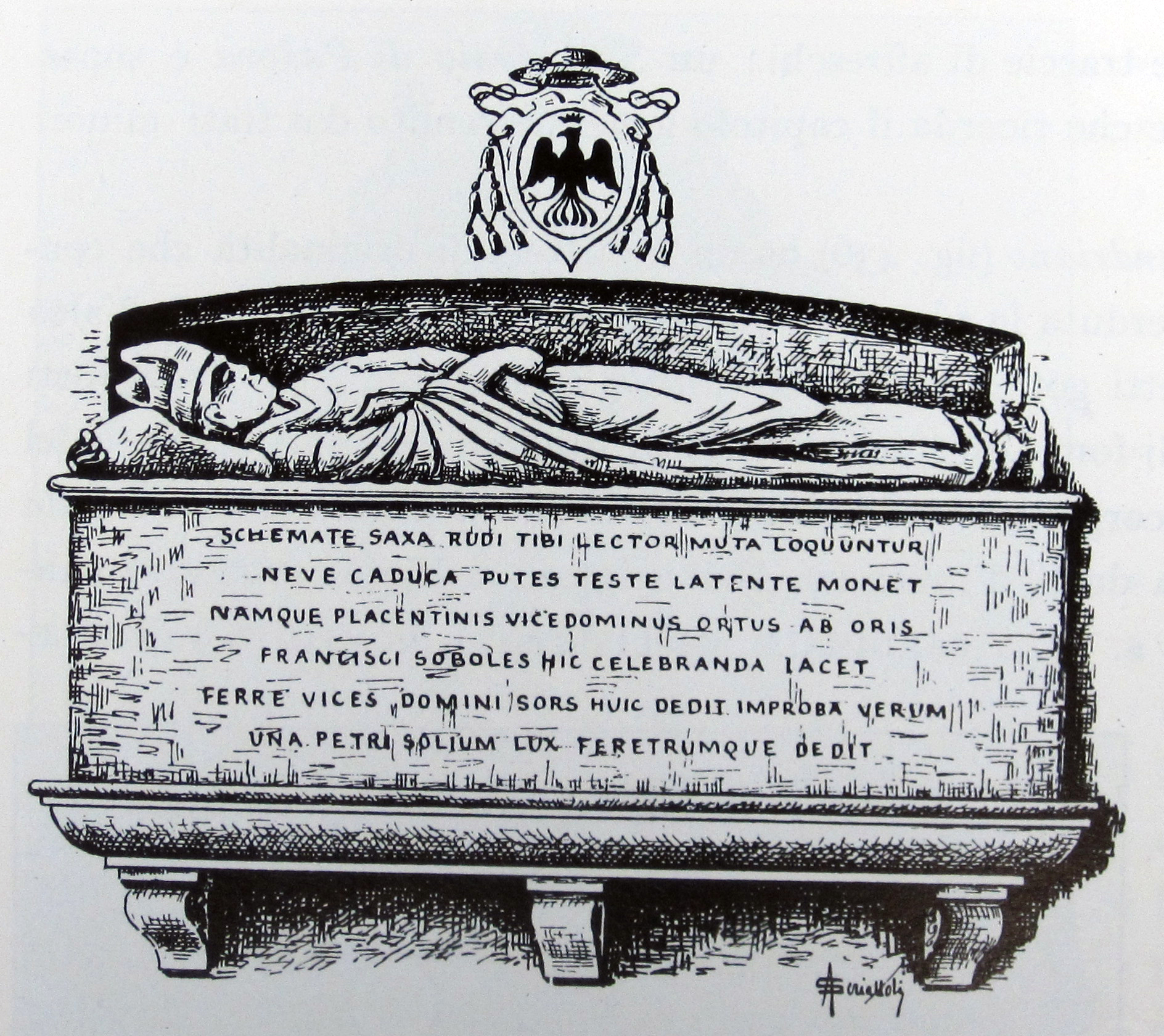
La tomba del card.Vicedomini nel XIX sec. con il noto epitaffio (da Scriattoli)

### Le posizioni contrarie
Tra gli storici viterbesi risultano totalmente negazionisti sia il Pinzi che il Signorelli, quest'ultimo con una brevissima quanto sprezzante osservazione, mentre il primo riporta nelle note la notizia fornita dal Campi ritenendola, con dura ironia, “un buffo di vanità municipale”, e smentendo la notizia con inusitata acrimonia. La maggior parte degli storici ha sempre considerato il fatto non veritiero, vista la mancanza di documenti ufficiali a conferma: in epoca recente è questa, sia pure con molte riserve, anche la posizione del Miranda.

### Analisi conclusiva
Per cercare di capire ciò che veramente accadde il 5 e 6 settembre 1276, occorre brevemente analizzare la storia di quei giorni, in cui si dimostrò pesantemente determinante il potere di Carlo d'Angiò. Dopo i bei momenti del pontificato di Clemente IV, l'orgoglioso sovrano angioino aveva sofferto molto durante il papato equilibrato e attento di Gregorio X, che lo aveva posto in una posizione equidistante rispetto a Rodolfo I d'Asburgo; così, alla morte di Gregorio, aveva salutato con soddisfazione la rapida elezione del francese Pierre de Tarentaise, ossia Papa Innocenzo V, ma, vuoi per il rigore del pio teologo domenicano, vuoi per la brevità del pontificato (soli cinque mesi), anche stavolta l'Angiò era rimasto deluso. Così, quando i cardinali si riunirono a Roma per il secondo conclave di quell'interminabile 1276, Carlo, che era senatore di Roma, assunse l'incarico di custode del conclave: nell'esercizio di questo incarico, pur di influenzare i cardinali, li segregò pesantemente in Laterano e ridusse drasticamente il loro vitto, commettendo peraltro alcune parzialità in favore dei porporati francesi; questo comportamento esasperò i cardinali italiani, specie i due Orsini, che pensarono di scegliere un papa di transizione, magari anziano e malato, che tenesse lontano Carlo d'Angiò fino a poter giungere all'elezione di un pontefice a lui contrario.
Fu così eletto Adriano V, il ricco genovese Ottobono Fieschi, che infatti, come prima decisione, sospese la Ubi Periculum, le cui norme erano state interpretate tanto drasticamente dal sovrano angioino, e, come seconda cosa, si trasferì a Viterbo, dove però morì dopo soli 39 giorni di pontificato. Alla notizia di questa morte, l'Angiò si portò con la sua corte a Vetralla, cittadina a soli dieci chilometri da Viterbo (dove si erano riuniti i cardinali per il terzo conclave di quell'anno) con l'intenzione evidente di tenere sotto controllo il Sacro Collegio; si poneva pertanto, per i porporati italiani, la necessità di trovare un nuovo papa di transizione. Fatta questa necessaria premessa, occorre dire che al Vicedomini ben si adattava l'immagine di papa di transizione: era di salute cagionevole, abbastanza anziano, mite e umile, stimato da Carlo d'Angiò e pur sempre nipote del grande Gregorio X; oltretutto i cardinali avevano preso tutti a benvolerlo per il suo carattere modesto e socievole.
Appare pertanto più che probabile che i cardinali lo abbiano individuato come pontefice, e sembra verosimile che egli, una volta eletto, abbia chiesto una pausa di riflessione; quanto poi al fatto che tale notizia non sia stata divulgata dopo la morte fulminea di Vicedomino, fu forse la presenza incombente del sovrano angioino che consigliò con ogni probabilità ai cardinali di evitare situazioni che potessero rivelarsi pericolose e li spinse ad andare avanti con decisione, verso una nuova elezione. Anche la scelta successiva, di Giovanni XXI, il medico portoghese Pietro "Ispano" di Giuliano, potrebbe essere stata favorita dal decesso del francescano piacentino, che magari il medico aveva poco prima assistito amorevolmente, guadagnandosi benemerenze subito sfruttate dal potente cardinale Giangaetano Orsini. Comunque sia, il nome di questo eventuale pontefice non figura a giusta ragione negli Annali, poiché la sua elezione non venne di fatto mai ufficialmente proclamata, come previsto dalle procedure. Alla fine gli storici più fantasiosi e possibilisti, che leggono tra e oltre le righe dei documenti ufficiali, diranno che Vicedomino fu certamente eletto papa, scelse di chiamarsi "Gregorio XI" ma morì prima che la sua elezione fosse proclamata; invece, gli storici più attenti e rigorosi, che accettano solo ciò che è scritto nei documenti ufficiali, diranno soltanto che, durante il conclave che portò all'elezione di Giovanni XXI, morì improvvisamente uno degli elettori, il cardinale Vicedomino Vicedomini.

## Papa Gregorio XI
Quasi un secolo più tardi fu eletto papa ad Avignone (1370) il francese Pierre Roger de Beaufort, che scelse come nome pontificale proprio "Gregorio XI", ed era anch'egli nipote di un papa, Clemente VI. Questo pontefice è passato alla storia per essere stato l'ultimo papa di Avignone: infatti, anche per le insistenti esortazioni di Santa Caterina da Siena, il 27 gennaio 1377 Gregorio XI riportò a Roma la Sede Papale.

## Genealogia episcopale
La genealogia episcopale è:
- Cardinale Bertrand de Saint-Martin, O.S.B.
- Cardinale Vicedomino Vicedomini, O.Min.